# گورستان دارایی
گورستان دارایی مربوط به سده‌های متاخر دوران‌های تاریخی پس از اسلام است و در شهرستان خرم‌آباد، بخش مرکزی، دهستان کرگاه شرقی، روستای دارایی واقع شده و این اثر در تاریخ ۲۲ اسفند ۱۳۸۵ با شمارهٔ ثبت ۱۸۱۶۸ به‌عنوان یکی از آثار ملی ایران به ثبت رسیده است.